# Proteus (film, 2003)
Pour les articles homonymes, voir Proteus.
Pour plus de détails, voir Fiche technique et Distribution.
Proteus est un film canadien-sud-africain de John Greyson et Jack Lewis (en) sorti en 2003.

## Synopsis
Le film s'inspire d'une histoire vraie qui s'est passée au XVIIIe siècle en Afrique du Sud.
Un jeune noir khoïkhoï de seize ans, Claas Blank est emprisonné à Robben Island. Il y rencontre un blanc hollandais, Rijkhaart Jacobz.
Ils vivront en couple pendant une vingtaine d'années, avant d'être condamnés pour sodomie et exécutés en 1735.
Le film contient des anachronismes volontaires, pour montrer que l'homophobie ne connaît pas d'époque.

## Fiche technique
- Titre : Proteus
- Réalisation : John Greyson et Jack Lewis (en)
- Scénario : John Greyson et Jack Lewis (en)
- Musique : Don Pyle et Andrew Zealley
- Photographie : Giulio Biccari
- Montage : Roslyn Kalloo
- Production : Anita Lee, Steven Markovitz et Platon Trakoshis
- Société de production : Big World Cinema, Corus Entertainment, Idol Pictures, Movie Central Network, Pluck Productions, Showcase, The Movie Network, The National Film and Video Foundation of SA et Téléfilm Canada
- Pays :  Canada et  Afrique du Sud
- Langues : anglais, afrikaans, néerlandais
- Genre : Drame, romance et historique
- Durée : 97 minutes
- Dates de sortie : 
  -  Canada : 7 septembre 2003 (Festival international du film de Toronto)

## Distribution
- Rouxnet Brown : Claas Blank
- Shaun Smyth : Virgil Niven
- Neil Sandilands : Rijkhaart Jacobz
- Kristen Thomson : Kate
- Tessa Jubber : Elize
- Terry Norton : Betsy
- Adrienne Pierce : Tinnie (comme Adrienne Pearce)
- Grant Swanby : Willer
- Brett Goldin : Lourens
- A.J. van der Merwe : Settler
- Dean Lotz : Governor